# Kaisa Parviainen
Katri Vellamo »Kaisa« Parviainen, finska atletinja, * 3. december 1914, Muuruvesi, Ruski imperij, † 21. oktober 2002, Rauma, Finska.
Nastopila je na poletnih olimpijskih igrah v letih 1948 in 1952, leta 1948 je osvojila srebrno medaljo v metu kopja in trinajsto mesto v skoku v daljino, leta 1952 pa šestnajsto mesto v metu kopja.